# Zulma Brandoni de Gasparini
Zulma Nélida Brandoni de Gasparini (15 de mayo de 1944) es una paleontóloga argentina dedicada al estudio de los reptiles del Mesozoico y Cenozoico en América del Sur. Es Profesora Emérita de la Universidad Nacional de La Plata e Investigadora Superior del CONICET. Se desempeña en la División Paleontología Vertebrados del Museo de La Plata.1

## Biografía

### Comienzos
Realizó sus estudios primarios en la Escuela 19, General José de San Martín, en el Barrio La Loma, una zona elevada situada al sur de la Ciudad de La Plata. Realizó sus estudios secundarios en el Liceo Víctor Mercante, perteneciente a la Universidad Nacional de La Plata.
Cursó sus estudios universitarios en la Facultad de Ciencias Naturales y Museo de la Universidad Nacional de La Plata, de la que se graduó como Licenciada en Zoología en el año 1967. Recientemente recibida, en 1968 publicó un artículo en la revista Ameghiniana sobre un gavial del Mioceno de Paraná, como única autora.
Se graduó como Doctora en Ciencias Naturales en 1973 con un tesis sobre los Crocodylia fósiles de la Argentina del Triásico al Pleistoceno. El título fue Revisión de los Crocodilia (Reptilia) fósiles del Territorio  Argentino: su evolución, sus relaciones filogenéticas, su clasificación y sus  implicancias estratigráficas, y fue realizada bajo la dirección de Rosendo Pascual. Para ello contó con becas de la UNLP y del CONICET.
Al comienzo de sus estudios de doctorado, solicitó por medio de una carta escrita en castellano al paleontólogo Wann Langston, Jr. de la Universidad de Texas en Austin información sobre cocodrilos fósiles, ya que la bibliografía sobre paleoherpetología escaseaba en el Museo de La Plata. Recibió luego de un mes, un cajón con bibliografía, fotografías de cocodrilos actuales y fósiles y dibujos científicos inéditos, que dieron un impulso a sus investigaciones.

### Trayectoria científica
Durante los primeros años de su carrera recibió la influencia de José Bonaparte, paleoherpetólogo del Instituto Miguel Lillo, de la Universidad Nacional de Tucumán.
En el primer año de sus estudios, la proporción de géneros era de doce mujeres y cien hombres. Transcurrió su carrera científica evitando acuerdos y normas que limitaban el desarrollo profesional de las mujeres, que en esos tiempos estaban destinadas a las tareas domésticas y cuidado de la casa y los hijos. Sus mentores y principales hitos en su formación, Rosendo Pascual y José Bonaparte al mismo tiempo que la formaron profesionalmente y la apoyaron, le recomendaron no avanzar en el estudio de los reptiles marinos fósiles por su complejidad, ya que no se trataba de un tema que pudiera realizar una mujer. Logró sobreponerse a las limitaciones con la ayuda de sus padres y esposo, mientras que el desarrollo de su carrera no le impidió formar una familia (actualmente tiene dos hijos y cinco nietos).
Durante sus investigaciones revisó las colecciones de reptiles marinos del Museo Moyano de Mendoza, estudiados originalmente por Carlos Rusconi en la década del 40. También estudió restos de reptiles fósiles del Jurásico Medio preservados en concreciones, provenientes del Desierto de Atacama, con cooperación con Guillermo Chong Díaz, Director del Instituto Geológico de Chile, en Antofagasta. La relevancia de estos hallazgos permitió la realización de varias publicaciones y la formación de recursos humanos como Marta Fernández, Yanina Hererra y Ariana Paulina Carabajal.

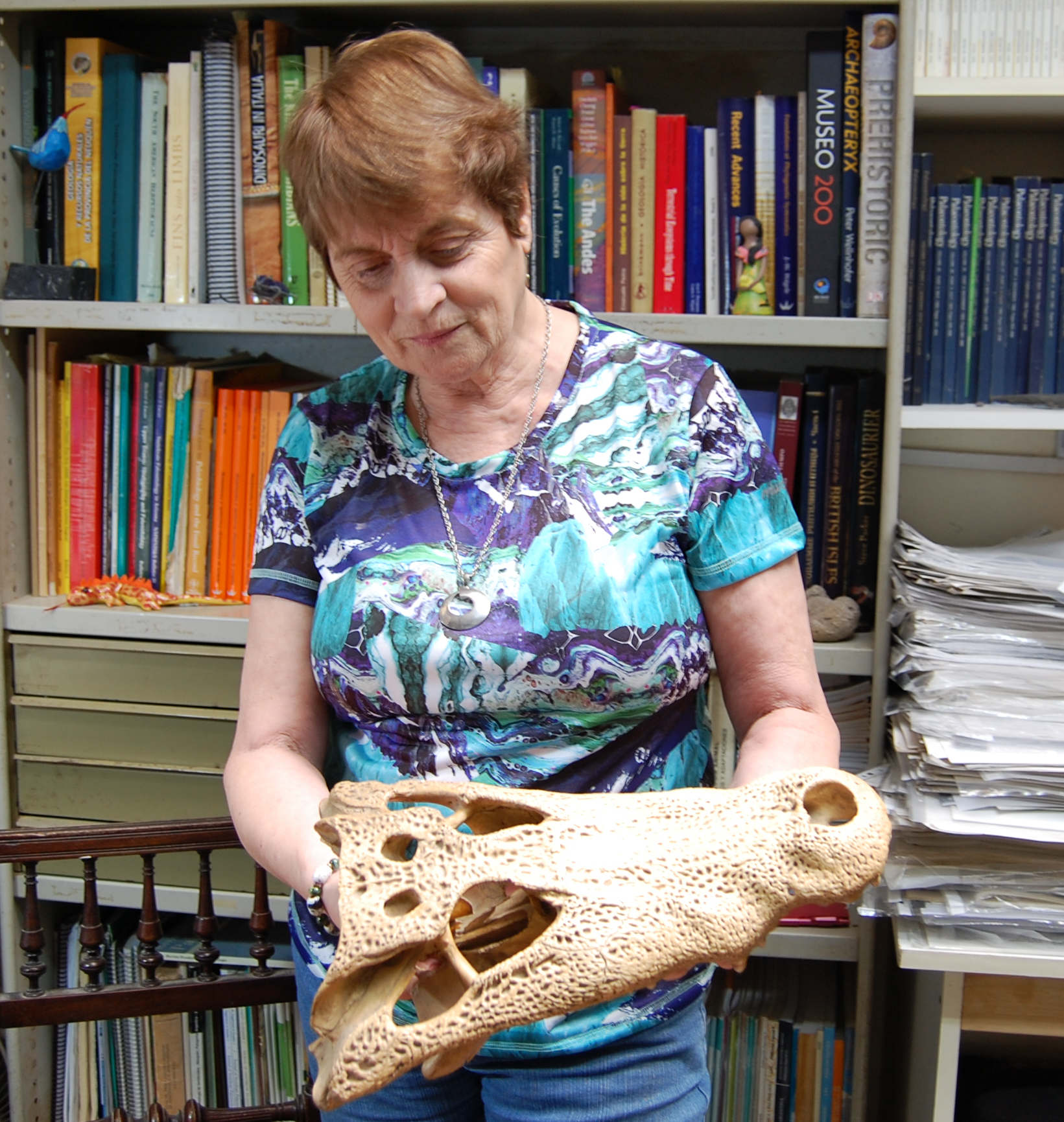
Zulma Brandoni de Gasparini en su laboratorio del Museo de La Plata

En los años 70,  Ignacio Garate Zubillaga, Director del Museo Profesor Olsacher de Zapala, informó de la presencia de grandes huesos junto con enormes amonites en el Cerro Lotena, procincia del Neuquén. Una campaña permitió recolectar valiosos restos de reptiles marinos y peces de la Formación Vaca Muerta, del Jurásico Medio. Estos hallazgo justificaron la propuesta de una nueva línea de investigación sobre reptiles marinos mesozoicos. La asociación con YPF (Yacimientos Petrolíferos Fiscales) por medio de Edgardo Rolleri (profesor en la UNLP y gerente de la empresa) facilitó los medios para realizar los trabajos de campo, y al mismo tiempo permitió que Zulma Brandoni pudiera obtener materiales para sus estudios de manera autónoma.
En 1972 ingresó a la Carrera de Investigador Científico del CONICET.  
En 1974 estudió cocodrilos del Mioceno de La Venta en Colombia, al mismo tiempo que realizó observaciones del comportamiento de casi todas las especies de cocodrilos actuales del centro-norte de América del Sur, en el Instituto de Biología Tropical Roberto Franco en Villavicencio, dirigido por Federico Medem. En el mismo viaje estudió los primeros plesiosaurios cretácicos de cuello largo, mucho antes de que fueran descriptos en la Patagonia y la Antártida, a partir de colecciones del Servicio Geológico Colombiano (Ingeominas) en Bogotá, y en un pequeño museo en Villa del Leyva.
En los años 90 estudió, con otros colegas, una colección de reptiles marinos del Oxfordiano del área de Pinar del Río, Cuba, por invitación de Manuel Iturralde Vinent, geotectonista y director del Museo Nacional de Historia Natural de Cuba. Se describieron nuevos cocodrilos, tortugas, plesiosaurios de cuello largo, pliosarios y pterosaurios. El estudio de esta herpetofauna del Jurásico Superior aportó a sostener una hipótesis planteada en los años 70 (en ese momento con escasas evidencias), y comprobar la presencia de un Corredor Caribeño entre el Atlántico y el Pacífico, que habría servido de pasaje para los grandes predadores marinos de la época.
En 2006 publicó en la prestigiosa revista Science, el trabajo "An unusual marine Crocodyliform from the Jurassic-Cretaceous boundary of Patagonia", junto con Diego Pol y Luis Spalletti. En el artículo se describe a la especie Dakosaurus andiniensis, informalmente denominado "godzillasuchus". Parte del trabajo de campo fue sustentado por la National Geographic Society de EE. UU., que a su vez publicó una tapa y un póster dedicados al hallazgo.
Se desempeña en la actualidad como profesora del área de Paleontología de Vertebrados y como Investigadora Superior del CONICET.

## Aportes científicos
Su área de especialización es la paleoherpetología (herpetología de especies extintas). Ha investigado y dirigido las investigaciones de reptiles extintos, tanto marinos como continentales de Argentina, Cuba, Colombia, Venezuela, Brasil, Chile  y Antártida.
Brandoni de Gasparini (más conocida como Zulma Gasparini) es reconocida  principalmente por sus estudios sobre cocodrilos meso y cenozoicos de la Argentina, y por iniciar y liderar un equipo que descubrió reptiles marinos mesozoicos en la Patagonia y la Península Antártida. Gasparini estudió los primeros plesiosaurios, mosasaurios y el primer dinosaurio cretácico, descubiertos en la Antártida. Asimismo trabajó en la interpretación de la presencia de reptiles marinos jurásicos (148 ma) en el Corredor Caribeño.
Se destaca por su vasta producción científica en su especialidad, por la formación de recursos humanos en investigación científica.

## Membresías, premios y distinciones
Zulma Gasparini es miembro de la Academia Nacional de Ciencias desde 2012 y Académica Emérita desde 2024, de la Academia Nacional de Ciencias Exactas, Físicas y Naturales, y The World Academy of Sciences (TWAS). Fue Presidente de la Asociación Paleontológica Argentina (APA), miembro de Comité Editorial de Ameghiniana y de Andean Geology.
Fue declarada Ciudadana Ilustre de la Ciudad de La Plata, recibió el Premio Bernardo Houssay (1987), y premios a la trayectoria por la Asociación Paleontológica Argentina, la Asociación Geológica Argentina, y la Academia Nacional de Ciencias Exactas Físicas y Naturales. Recibió el Premio Pellegrino Strobel otorgado por la Universidad de Buenos Aires, entre otros.
En 2023 fue distinguida con el Diploma al Mérito de los Premio Konex por su trabajo en Paleontología en la última década.
En 2024 la Universidad Nacional de Río Negro le otorgó el título de Doctora Honoris Causa. En el mismo año, la Fundación Félix de Azara le otorgó el premio a la Trayectoria en las Ciencias Naturales.

### Homenajes
Existen nueve taxones dedicados a Zulma Gasparini. Entre los más conocidos a nivel mundial es el pequeño dinosaurio herbívoro Gasparinisaura cincosaltensis, estudiado por Rodolfo Coria y Leonardo Salgado, nombrado por los autores en honor a Zulma Brandoni de Gasparini, por su contribución al estudio de los reptiles mesozoicos de Patagonia.

## Abreviatura (zoología)
La abreviatura Gasparini  se emplea para indicar a Zulma Brandoni de Gasparini como autoridad en la descripción y taxonomía en zoología.